# Wauwatosa Cemetery Chapel
La Wauwatosa Cemetery Chapel est une chapelle américaine à Wauwatosa, dans le comté de Milwaukee, au Wisconsin. Église de la localité jusqu'à la construction d'un plus grand lieu de culte en 1888, elle a été déplacée dans son cimetière au XXe siècle, à la même époque où elle a reçu sa façade Greek Revival. Elle est inscrite au Registre national des lieux historiques depuis le 12 juin 2023.